# 九龍巴士14B線

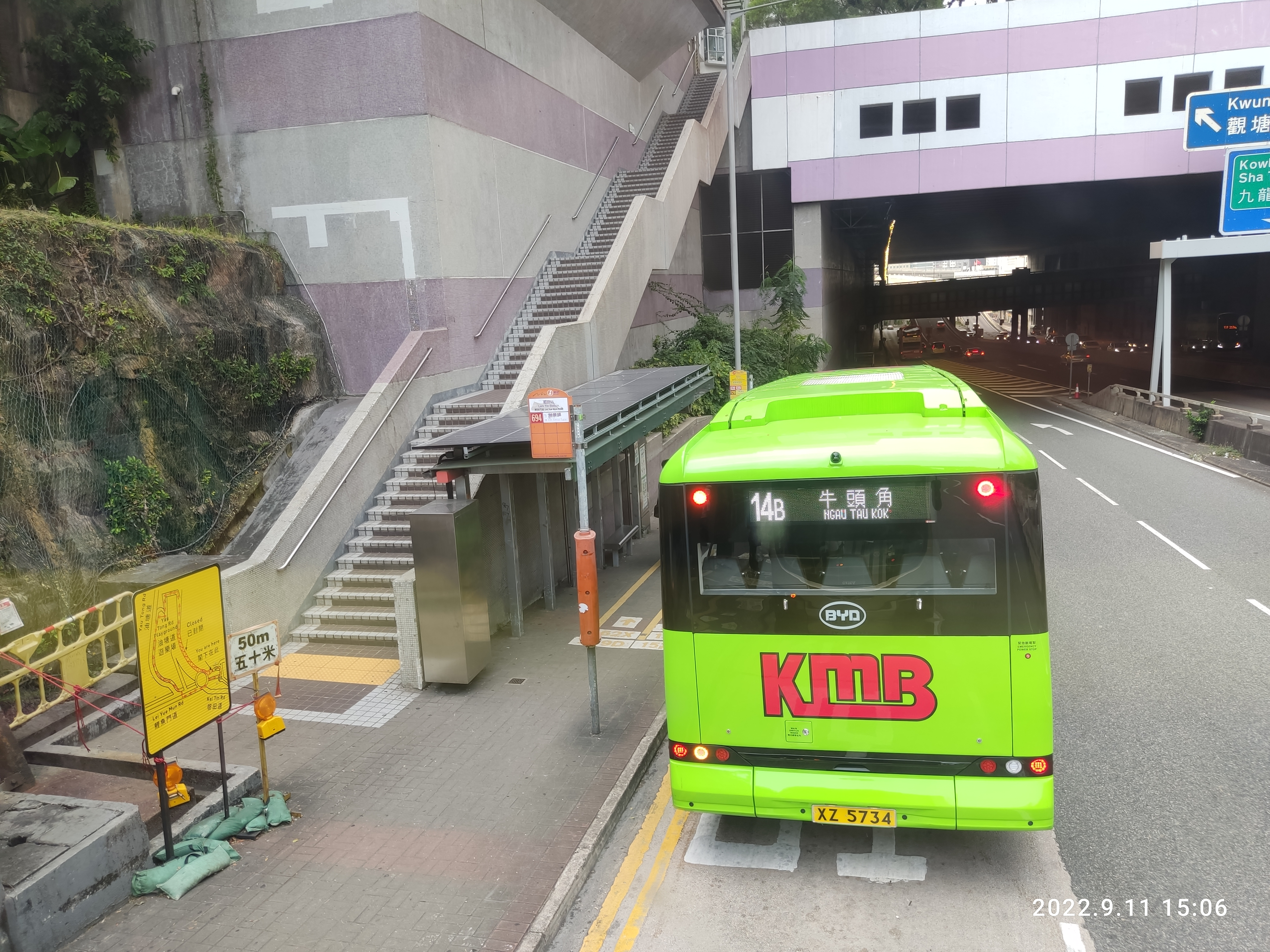
2022年比亞迪B12A

九龍巴士14B線是由九巴營運的一條香港九龍巴士路線，來往牛頭角及藍田（廣田邨）。

## 歷史
- 1967年9月16日：本線投入服務，取代因六七暴動停駛的11D線。當時是往來觀塘碼頭及油塘。
- 1968年4月20日：本線延長至牛頭角。
- 1985年4月14日：牛頭角巴士總站遷至安德道近佐敦谷總站。
- 1993年2月28日：本線延長至藍田（廣田邨），來回程改經觀塘市中心一帶，以取代14A線。
- 1995年5月22日：本線不經觀塘工業區（開源道、偉業街、勵業街）及觀塘碼頭。
- 2004年6月19日：本線增設空調巴士服務。
- 2011年9月15日：本線提升至全空調服務[1]。
- 2012年2月1日：本線增設星期一至五上課日，由彩福邨開往藍田（廣田邨）之特別班次，該特別班次改經振華道及康寧道，然後返回物華街原有路線，不經牛頭角道，試辦期為3個月，至4月30日止[2][3]。但試驗期過後，該服務仍然保留，未有任何取消通告。
- 2013年3月28日：為配合28B線投入服務，取消由彩福邨開往藍田（廣田邨）之特別班次，並調整班次及延長假日牛頭角開出之尾班車時間[4][5]。
- 2015年6月27日：增設到站時間預報。[6]
- 2021年8月30日：逢星期一至五（公眾假期除外）增設兩班由樂華開往藍田（廣田邨）的特別班次，開出時間為07:10及07:30[7]。
- 2023年2月12日：因應觀塘站巴士總站工程，往藍田方向不經該站，並於協和街增設「同仁街」站。[8]。

## 服務時間及班次
| 牛頭角開         | 牛頭角開            | 牛頭角開            | 藍田（廣田邨）開 | 藍田（廣田邨）開 | 藍田（廣田邨）開 |
| 日期             | 服務時間            | 班次（分鐘）        | 日期             | 服務時間         | 班次（分鐘）     |
| ---------------- | ------------------- | ------------------- | ---------------- | ---------------- | ---------------- |
| 星期一至五       | 05:45-06:35         | 25                  | 星期一至五       | 05:45-07:25      | 20               |
| 星期一至五       | 06:55、07:10、07:30 | 06:55、07:10、07:30 | 星期一至五       | 07:25-12:00      | 25               |
| 星期一至五       | 07:50-14:30         | 25                  | 星期一至五       | 12:00-13:00      | 20               |
| 星期一至五       | 14:30-14:50         | 20                  | 星期一至五       | 13:00-20:30      | 25               |
| 星期一至五       | 14:50-21:05         | 25                  | 星期一至五       | 20:30-00:30      | 30               |
| 星期一至五       | 21:05-00:35         | 30                  |                  |                  |                  |
| 星期六           | 05:45-08:45         | 30                  | 星期六           | 05:45-11:10      | 25               |
| 星期六           | 08:45-12:05         | 25                  | 星期六           | 11:10-17:30      | 20               |
| 星期六           | 12:05-18:45         | 20                  | 星期六           | 17:30-20:00      | 25               |
| 星期六           | 19:10               | 19:10               | 星期六           | 20:00-00:30      | 30               |
| 星期六           | 19:35-00:35         | 30                  |                  |                  |                  |
| 星期日及公眾假期 | 05:45-11:15         | 30                  | 星期日及公眾假期 | 05:45-07:45      | 30               |
| 星期日及公眾假期 | 11:15-15:00         | 25                  | 星期日及公眾假期 | 07:45-14:00      | 25               |
| 星期日及公眾假期 | 15:00-17:00         | 20                  | 星期日及公眾假期 | 14:00-16:00      | 20               |
| 星期日及公眾假期 | 17:00-19:05         | 25                  | 星期日及公眾假期 | 16:00-18:30      | 25               |
| 星期日及公眾假期 | 19:05-00:35         | 30                  | 星期日及公眾假期 | 18:30-00:30      | 30               |

啡字班次由樂華開出

## 收費
全程：$5.6
- 物華街往藍田（廣田邨）：$5.0

| - 本線設有12歲以下小童及65歲或以上長者半價優惠。 - 65歲或以上香港居民使用「樂悠咭」，以及12歲以下合資格殘疾兒童使用「殘疾人士身份」個人八達通繳付車資，均可享有每程$2.0或半價（以較低者為準）的票價優惠；12至64歲合資格殘疾人士使用「殘疾人士身份」個人八達通（包括「樂悠咭」），以及60至64歲香港居民使用「樂悠咭」繳付車資，均可享有每程$2.0或全費（以較低者為準）的票價優惠。 - 65歲或以上長者如使用長者或一般個人八達通繳付車資，則只可享有半價優惠；12至64歲合資格殘疾人士如不使用「殘疾人士身份」個人八達通，以及60至64歲人士如不使用「樂悠咭」繳付車資，必須繳付全費。 - 乘客可以現金或八達通於上車時付款，不設找續。 - 每位成人乘客可免費攜帶最多兩名4歲以下而不佔座位的兒童乘客乘車，超額之4歲以下小童必須繳付小童車費乘車。 - 持有「九巴月票」之乘客在車票有效期內，每日可享最多10程任何九龍巴士及龍運巴士路線（包括本路線，以及聯營路線的九龍巴士／龍運巴士提供的班次；惟乘搭機場「A」及「NA」線則可享原價二七折優惠（不會計算每天10次合資格車程））；而B1線則每日可享最多各2程（不會計算每天10次合資格車程）。 - 九龍巴士、城巴、龍運巴士及陽光巴士全職員工及家屬（不包括外判職員）可免費乘搭本路線，惟必須拍職員或職員家屬八達通。 - 乘客亦可透過多元化電子支付系統（e度嘟）繳付車資，包括使用非接觸式VISA卡、JCB卡、萬事達卡、銀聯卡、美國運通、大來國際、Discover Card、Apple Pay、Google Pay、Samsung Pay、AlipayHK「易乘碼」、支付寶、WeChatHK／微信支付「搭車碼」、銀聯雲閃付「乘車碼」及BOC Pay「乘車碼」。乘客使用此付款方式，使用此支付方式的乘客可享有中途下車之分段收費，以及與其他九巴／龍運獨營路線或聯營線九巴／龍運班次之轉乘優惠，惟不適用於與非九巴／龍運路線之轉乘優惠，亦不能享有「公共交通費用補貼計劃」及「長者及合資格殘疾人士公共交通票價優惠計劃」。 |

### 八達通轉乘優惠
乘客在登上本線巴士後150分鐘內以同一張八達通卡轉乘以下路線，或從以下路線登車後150分鐘內轉乘本線，次程可獲車資折扣優惠：
14B↔新界區巴士路線，次程可獲$4.2折扣優惠
- 14B → 38、40/A、40P、42C、62X、74A、74X/D/E/P/274X、80、80X、83X、89、89B、89C、89D、89X、258D/P、259D、268C/A、(2)69C、277E/P或277X/A往新界
- 38、40(A)、40P、42C、62X、74A、74X/C/D/E/P、80/P、80X、83X/A、89、89B、89C、89D/P、89X、258D/A/P/S、259D、268C/A、(2)69C、277E/P或277X/A往九龍 → 14B

本線↔258D/259D可同時享用屯門公路轉車站轉乘優惠
本線↔69C/268A/268C/269C可同時享用大欖隧道轉乘優惠
14B↔2X，次程車資全免
- 2X往美孚 → 14B往藍田
- 14B往牛頭角 → 2X往彩福

14B↔213M，次程可獲$4.2折扣優惠
- 14B往藍田 → 213M往安達
- 213M往藍田站 → 14B往牛頭角

14B↔14S，次程可獲$1.0折扣優惠
- 14B任何方向 → 14S往將軍澳華人永遠墳場
- 14S往油塘 → 14B任何方向

## 使用車輛
2022年5月14日起，此路線加入2輛比亞迪B12A單層電動巴士行走，以蒐集電動巴士的行車數據，測試該車型在繁忙路段及斜路上的行車表現。

現時本線使用3輛12米比亞迪B12A（BEB）及1輛12米Enviro500（ATEU）行走本線。

| 車隊編號 | 車牌   |
| -------- | ------ |
| ATEU11   | PG9225 |
| BEB11    | XZ9572 |
| BEB13    | YA1125 |
| BEE16    | YA2275 |

## 行車路線
牛頭角／樂華開經：樂華邨通道、振華道、牛頭角巴士總站、佐敦谷北道、牛頭角道、康寧道、物華街、協和街、觀塘道、鯉魚門道、藍田公共運輸交匯處、鯉魚門道、高超道及碧雲道。
斜體字之段祇限特別班次駛經
藍田（廣田邨）開經：碧雲道、高超道、鯉魚門道、觀塘道、協和街、同仁街、裕民坊、康寧道、牛頭角道及振華道。

### 沿線車站
| 牛頭角（常規班次）／樂華（特別班次）開 | 牛頭角（常規班次）／樂華（特別班次）開 | 牛頭角（常規班次）／樂華（特別班次）開 | 藍田（廣田邨）開 | 藍田（廣田邨）開       | 藍田（廣田邨）開       |
| 序號                                   | 車站名稱                               | 位置                                   | 序號             | 車站名稱               | 位置                   |
| -------------------------------------- | -------------------------------------- | -------------------------------------- | ---------------- | ---------------------- | ---------------------- |
| *                                      | 樂華巴士總站                           | 樂華巴士總站                           | 1                | 藍田（廣田邨）巴士總站 | 藍田（廣田邨）巴士總站 |
| *                                      | 樂雅苑                                 | 振華道                                 | 2                | 高俊苑                 | 高超道                 |
| 1                                      | 牛頭角巴士總站                         | 牛頭角巴士總站                         | 3                | 高怡邨                 | 高超道                 |
| 2                                      | 牛頭角上邨                             | 牛頭角道                               | 4                | 鯉魚門廣場             | 鯉魚門道               |
| 3                                      | 喜鵲樓                                 | 牛頭角道                               | 5                | 油塘邨                 | 鯉魚門道               |
| 4                                      | 玉蓮臺                                 | 牛頭角道                               | 6                | 聖安當女書院           | 鯉魚門道               |
| 5                                      | 物華街                                 | 物華街                                 | 7                | 藍田站                 | 鯉魚門道               |
| 6                                      | 同仁街                                 | 協和街                                 | 8                | 觀塘法院（F1月台）     | 鯉魚門道               |
| 7                                      | 觀塘游泳池（R2月台）                   | 鯉魚門道                               | 9                | 觀塘站（E2月台）       | 觀塘道                 |
| 8                                      | 藍田站                                 | 藍田公共運輸交匯處                     | 10               | 裕民坊                 | 裕民坊                 |
| 9                                      | 聖安當女書院                           | 鯉魚門道                               | 11               | 牛頭角站               | 牛頭角道               |
| 10                                     | 油塘邨                                 | 鯉魚門道                               | 12               | 觀塘官立小學           | 牛頭角道               |
| 11                                     | 高怡邨                                 | 高超道                                 | 13               | 牛頭角下邨             | 牛頭角道               |
| 12                                     | 高俊苑                                 | 高超道                                 | 14               | 牛頭角巴士總站         | 牛頭角巴士總站         |
| 13                                     | 藍田（廣田邨）巴士總站                 | 藍田（廣田邨）巴士總站                 |                  |                        |                        |

- 有 * 號之車站祇限特別班次停靠。

## 客量
14B線為油塘居民提供來往觀塘的巴士服務，自港鐵油塘站於2002年啟用後，居民可乘搭觀塘線，加上有小巴提供相近的服務，目前除了繁忙時間及上下課時間外，本線客量一般。